# Régie Régionale des Transports Landes
La Régie Régionale des Transports Landes est un établissement public à caractère industriel et commercial (EPIC) basé à Mont-de-Marsan (Landes) et dont l'autorité organisatrice est le Conseil régional de Nouvelle-Aquitaine. Il gère une partie des réseaux de transports en commun routiers départementaux et scolaires landais.

## Histoire
La société a été fondée en 1947, et est devenue réseau départemental des Landes l'année suivante. Elle a géré le réseau urbain de Mont-de-Marsan de 1983 jusqu'en 2011, et le réseau urbain de Dax de 1988 jusqu'en 2012 (réf. à ajouter). Elle a repris plusieurs sociétés privées en 1998 et 2003.
Au 30 juin 2005, l'effectif de la société était de 218 salariés. Elle disposait d'un parc de 160 véhicules. Au 1er janvier 2013, son parc est passé à 227 véhicules répartis sur les sites de Mont-de-Marsan et de Saint-Vincent-de-Paul.
Le 1er septembre 2017, à la suite de l'adoption de la loi NOTRe, le département a cédé sa place à la région ce qui a eu pour conséquence un changement de nom juridique, la RDTL est devenue la RRTL. Cependant, la marque "RDTL" étant ancrée dans le territoire, la dénomination commerciale est restée RDTL. Depuis le 1er janvier 2018, l'effectif de la RRTL est de 142 salariés et 243 véhicules partagés avec Trans-Landes.

## Réseaux exploités

### Réseaux actuels
La Régie Régionale des Transports Landes (RRTL) gère :
- Le réseau interurbain régional Cars Région Nouvelle-Aquitaine avec ses 10 lignes régulières et 4 lignes estivales pour la région Nouvelle-Aquitaine (partagé avec Trans-Landes).
- La navette estivale de la ville de Saint-Martin-de-Seignanx.
- Les navettes plages de la Communauté de communes Côte Landes Nature
- Le petit train touristique de la ville de Vieux-Boucau-les-Bains.
- Le transport occasionnel / tourisme

### Anciens réseaux
La régie des transports landais a aussi géré deux réseaux urbains dans le passé :
- Escaplage la navette qui relie Dax et Saint-Paul-lès-Dax aux stations de Seignosse, Hossegor et Capbreton.
- Transport urbain du Marsan et ses 9 lignes entre 1983 et le 30 octobre 2011 remporté par le groupe Veolia Transdev. Le réseau s'appelle désormais Tma et est géré par Transdev du Marsan.
- Urbus et ses 14 lignes entre 1988 et le 9 mars 2012 date du transfert à Trans-Landes. Le réseau sera renommé Couralin à compter du 8 juillet 2013.
- Bisca Bus avec ses 2 lignes pour Biscarrosse jusqu'au 1er juillet 2013, date de transfert à Trans-Landes.
- Mimiz'bus la navette plage gratuite de Mimizan.
- Navette plage la navette plage gratuite de Saint-Julien-en-Born et Contis.
- Vilplage la navette plage gratuite de Lit-et-Mixe.
- Estibus la navette plage gratuite de Soustons, Vieux-Boucau et Messanges.
- Navette gratuite la navette plage gratuite de Soorts-Hossegor.
- La navette plage la navette plage gratuite d'Ondres.

## Agences et dépôts

### Agences commerciales
- Mont-de-Marsan 99, rue Pierre Benoît
- Dax Gare routière
- Saint-Vincent-de-Paul ZA La Carrère, Route de la Cantère

### Dépôts
Principaux dépôts :
- Mont-de-Marsan Rue Pierre Benoît (siège social)
- Saint-Vincent-de-Paul ZA La Carrère, Route de la Carrère

## Historique des logos

1er logo
2e logo
3e Logo
Actuel Logo